# Richelieu (skib, 1875)
Det franske panserskib Richelieu blev bygget som en forbedret udgave af skibene i Océan klassen. Lige som disse blev det betegnet som panserfregat (Frégate cuirassée). Richelieu var færdigt i 1875 og var til rådighed indtil 1900. Navnet henviser til den franske kardinal og statsmand Richelieu, der levede 1585-1642. Skibet var det første af foreløbigt tre med dette navn i den franske flåde.

## Design og konstruktion
Richelieu var designet af Henri Dupuy de Lôme som en forbedret udgave af Ocean klassen, og stadig med træskrog. Skibet var et kasematskib med et centralt batteri, hvor kanonerne var fordelt over to dæk. I forhold til forgængerne var antallet af kanoner i kasematten øget fra fire til seks, med tre i hver side. På linje med tidens andre panserskibe var der en kraftig metalforstærket vædderstævn.
Skibet havde en maksimal længde på 101,7 m og en bredde på 17,4 m. Dybgangen var 8,5 m og deplacementet var 9.130 ton. Besætningen talte 750 mand..

### Fremdrift
Richelieu havde to dampmaskiner fra Indret, der drev hver sin skrue, og den samlede effekt på prøvesejladsen var 4.600 HK, der gav en hastighed på 13,2 knob. Kulbeholdningen var på 640 tons, og det rakte til 3.300 sømil ved 10 knob. Richelieu var var fra begyndelsen fuldrigget, men ved en ombygning efter 1880 fik det militærmaster og havde herefter skonnertrigning.

### Bevæbning
Skibet var designet med seks 27,4 cm kanoner i kasematten, plus fire 24 cm kanoner i barbatter på dækket ovenover. I stævnen var der yderligere en 24 cm kanon. Desuden var der 10 styk 12 cm kanoner på det øverste dæk. De sidstnævnte kanoner blev senere udskiftet med otte 13,8 cm kanoner.
De svære 27,4 cm kanoner var model 1870 med kaliber 18 og de kunne affyre panserbrydende granater med en vægt af 216 kg og med en mundingshastighed på 434 m/sekund. På klos hold var granaterne i stand til at gennembryde 360 mm smedejernspanser. Selve kanonen vejede 21,2 tons. De lidt mindre 24 cm kanoner var også model 1870 og havde kaliber 19. De kunne affyre panserbrydende granater med en vægt af 144 kg og med en mundingshastighed på 495 m/sekund. På klos hold var granaterne i stand til at gennembryde 366 mm smedejernspanser. Selve kanonen vejede 15,7 tons.
Kanonerne i barbetterne havde begrænset skudfelt forud og agterud, mens ellers var skibets ildkraft koncentreret i bredsiderne, bortset fra den 24 cm kanon, der var placeret i stævnen, men skudfelt i sejlretningen.
Under en ombygning fik skibet otte styk 37 mm revolverkanoner fra Hotchkiss og antallet blev senere øget til 18. Disse fem-løbede kanoner affyrede granater, der vejede 0,5 kg med en mundingshastighed på 610 m/sekund. Skudhastigheden var 30 skud i minuttet og rækkevidden var op til 3.200 meter. På billedet i infoboksen kan man se, at militærmasterne havde mærs, der var beskyttet af jernplader, og som husede et antal revolverkanoner. I slutningen af karrieren fik skibet installeret fire torpedoapparater til 35,6 cm torpedoer.

### Panser
Richelieu havde et 220 mm smedejernspanser langs hele vandlinjen, og det var fæstnet på 88 cm træplanker. Kasemattens panser var på 160 mm, monteret på 62 cm træ. De ubeskyttede dele af skibets skrog var dækket af tynde jernplader..

## Tjeneste
Richelieu blev køllagt på flådeværftet i Toulon i 1. december 1868 og søsat 3. december 1873. Skibet blev afleveret fra værftet 12. april 1875, men hejste først kommando året efter, 10. februar 1876, hvor Richelieu blev flagskib for den franske eskadre i Middelhavet. Den aktive tjeneste ophørte 3. december 1879, og skibet var herefter i reserve. Mens Richelieu lå ankret op i Toulon - 29. december 1880 - udbrød der brand ombord, og det blev nødvendigt at åbne skibets søventiler og lade det synke til bunden af havnen, så branden kunne slukkes. Richelieu blev hævet i 1881 og repareret. Den 8. oktober 1881 hejste skibet igen kommando som flagskib for Middelhavseskadren. Ud over den almindelige tjeneste i eskadren blev der også tid til i 1885 at afprøve torpedonet fra firmaet Bullivan. Nettene skulle beskytte skibet mod torpedoer, men det viste sig, at de kun var anvendelige ved hastigheder på fire knob og derunder, så de blev afmonteret igen. I 1886 blev Richelieu overført til reserven, men var stadig aktivt og fungerede fra 1892 som flagskib for reserveflåden. Skibet blev slettet af flådelisten 5. marts 1900 og lå herefter inaktivt i 10 år. Richelieu blev solgt til ophugning i Holland og 28. januar 1911 blev det slæbt ud fra Toulon. På vej gennem Biscayen var der så meget storm, at slæbetrossen måtte kappes, og Richelieu drev herefter rundt, indtil det blev fundet ved Scillyøerne. Derpå kom det på slæb igen og nåede endelig frem til Amsterdam og ophugning.

## Eksterne kilder
- Wikimedia Commons har flere filer relateret til Richelieu (skib, 1875)
- classe Richelieu Arkiveret 20. juli 2011 hos  Wayback Machine (fransk)